# Бочково (Удомельский район)
Бочково — опустевшая деревня в Удомельском городском округе Тверской области.

## География
Деревня находится в северной части Тверской области на расстоянии приблизительно 17 км на восток по прямой от железнодорожного вокзала города Удомля.

## История
Известна с 1545 года как деревня с 2 дворами. В 1859 году владение помещика М. В. Кононович. Дворов (хозяйств) в ней было 4 (1859 год), 9 (1886), 13 (1911), 11 (1961), 5 (1986). В советское время работали колхозы «Новая жизнь», «Трудовик», «Актив». До 2015 года входила в состав Еремковского сельского поселения до упразднения последнего. С 2015 года в составе Удомельского городского округа.

## Население
Численность населения: 26 человек (1859 год), 46 (1886), 64 (1911), 15 (1961), 5 (1986), 0(1991), 0 как в 2002 году, так и в 2010.